# あべえみこ
あべ えみこは日本の女性歌手。NHKの番組『うたってゴー』のうたのおねえさん。

## 人物
- 東京都出身
- 東洋英和女学院短期大学保育科卒業。
- 声楽をナンシー・ベネットと矢崎幹子に師事。

## 出演
1992年に『うたってゴー』のうたのおねえさん役でレギュラー出演、NHK全国学校音楽コンクール課題曲を歌おうの司会を担当する。1993年から10年間NHKラジオことばの教室1年～6年生に出演。2003年から10年間NHKラジオ『おはなしの旅』に出演。ファミリーコンサートやレコーディングなどで全国的に活動している。

### 研修会
- 幼稚園や保育園等の教育研修会で、自身で考案し特許取得済みの歌のあそびとフィンガータップの講師を務める。
- その他、子供の歌を中心にレコーディング、ファミリーコンサート、イベント等で全国的に活動している。

#### 社会活動
- 日本遊育研究会研究員
- 日本音楽著作権協会会員

## その他
- 2009年12月、神楽坂アユミギャラリーにて　グループ展「10にんのカード展」を開催。
- 2011年、講談社フェーマススクールズ「第11回ライオンイラストコンテスト」入選。
- 2011年、講談社フェーマススクールズ「第22回ネコちゃんイラストコンテスト」入選。
- 2011年11月、自由が丘「古桑庵」にて個展「ハッピーカード展」を開催。
- 2012年、講談社フェーマススクールズ「第7回天使のイラストコンテスト」佳作。
- 2015年3月3日より LINEクリエーターズスタンプ 『ほっこりゴンちゃん』配信中。
- 2015年8月5日より LINEクリエーターズスタンプ 第2弾『ほっこりゴンちゃん&フレンズ』を配信中。
- 2016年8月31日～9月11日、銀座「タチカワブラインド銀座スペース『オッテ』」にて、個展「あべえみこの ほっこりワールド展」を開催。
- 2018年10月、2018年度チャイルドブック「はじめましてのえほん」（2−1−0歳児向け）10月号として『で～てお～いで～！』さく・え　あべえみこ （チャイルド本社）が出版。
- 2019年8月、2019年度チャイルドブック「はじめましてのえほん」（2−1−0歳児向け）8月号として『おててで～♪』さく・え　あべえみこ （チャイルド本社）が出版。

## 出版物

### BMGビクター
- みんなのクリスマスサンタとうたおう
- こどもベストセレクション 1～3
- 保育教材サンドドリーム行事の歌 I, II
- ノッポさんのCD図鑑いこうふしぎの国

### BMGファンハウス
- 運動会ダンスパレード 0～3歳向け
- ベスト・オブ唱歌・抒情歌
- みるきいらんどステップ1～3 →音楽之友社
- ハッピーピヨン

### ビクターエンターティメント
- 母とおさな子のうた
- 尾瀬ケ原
- 夢のつづき →NHKエーデュケーショナル
- あつまれゆかいななかまたち →日本コロムビア

#### 主なビデオ
- 日本のあそび歌 →BGMビクター
- 音楽之友社
- 舞台美術製作のアイデア
- 照明・特殊効果のアイデア
- セトちゃんのうんとこどっこい運動会 5～20→メイト

## 主な出版物

### メイト
- フィンガータップ（CDブック）
- あべえみこの「うたってあそぼうタップリーン」
- あべえみこの「心ぽかぽか　ぽっけポ〜ッ」
- 白百合の里